# Château de La Coste
Pour les articles ayant des titres homophones, voir Château de Lacoste.
Le château de La Coste est situé sur la commune de Grézels, dans le département du Lot.

## Historique
Bernard Ier Guiscard a participé à la croisade des Albigeois dans l'armée de Simon de Montfort. En récompense, il a reçu en fief de Guillaume de Cardaillac, évêque de Cahors, le château et d'autres terres. Cette donation est rappelée dans un acte de 1267 qui indique que Bernard Guiscard avait reçu ces terres depuis plus de quarante ans.
Dans le testament de Finelle, femme de Bernard Ier, fait le 10 juillet 1286, le château est qualifié d'hôtel. Le château est qualifié de repaire dans l'hommage que rend le 12 novembre 1301 Bernard II à l'évêque de Cahors, Raymond de Pauchel. Philippe VI y met une troupe pour garder le château en 1348. C'est la première fois qu'il est appelé château. Bernard III Guiscard en est le capitaine. Il avait épousé en 1315 Hélis de Montaigu, fille et héritière de Bernard de Montaigu, seigneur de Montcuq.
Dès le début de la guerre de Cent Ans, le château a dû subir les attaques des partisans du roi d'Angleterre, dont Raymond de Durfort. Ce dernier s'était emparé de Bélaye, possession des Guiscard, en 1346 et l'avait conservée deux ans. Le château actuel a dû être reconstruit au début de la guerre pour améliorer sa défense. À partir de 1355, la région est pillée à plusieurs reprises et surtout après la bataille de Poitiers. Le traité de Brétigny, en 1360, fait passer le Quercy sous suzeraineté du roi d'Angleterre. Le château de La Coste est alors sous allégeance anglaise entre 1362 et 1372. Les Guiscard sont les vassaux du roi d'Angleterre. D'après Guillaume Lacoste, Bernard III avait prévu dans son testament fait le 11 avril 1353 que l'aîné de ses fils, Bernard IV soit l'héritier du château, mais que son cadet, Guillaume-Bertrand en soit le gouverneur. Le 17 avril 1368, Bernard IV rend hommage pour le château de La Coste, Grézels et une partie de Bélaye, à l'évêque de Cahors. On trouve un hommage rendu en 1391 par un Guillaume-Bertrand, mais on ne sait pas s'il s'agit du même. En 1393, Guillaume-Bertrand Ier, par un coup de main, s'empare de la contribution payée aux Anglais par les habitants de Cahors pour avoir la paix. Il a rédigé son testament le 9 février 1416. Son fils, Guillaume-Bertrand II lui succède.
Il ne semble pas que le château ait subi des destructions pendant cette période bien que des bandes aient opéré jusqu'en 1460 dans la région de Bélaye. À la fin du XVe siècle, la fortune des Guiscard était bien établie.
Mais, en 1526, trois des fils d'Antoine de Guiscard sont bannis à perpétuité et leurs biens confisqués par le parlement à cause de crimes commis dans l'évêché de Cahors. La succession est recueillie par leur frère, Jean Ier de Guiscard. Les gens de l'évêque l'attaquèrent et obtinrent qu'il paie les frais de justice. Il se distingua au cours des guerres menées par François Ier contre Charles Quint.
Son fils, Jean II de Guiscard, épousa en 1528 Souveraine Ricard de Genouillac, fille de Jean III de Ricard et de Marguerite d'Aubusson, et fut un des cents gentilshommes de la Maison du roi. Les frais de cette charge l'obligea à vendre son fief de Montcuq. De cette union naquit trois fils :
- Jean III de Guiscard, seigneur de La Coste,
- un autre Jean de Guiscard, seigneur de La Vercantière, de Rampous et de Saint-Martin, qui a épousé en 1625 Anne de Thémines, fille du maréchal de Thémines
- Gabriel de Guiscard, seigneur de La Gardelle, du Cayrou et de La Bourlie. Antoine de Guiscard de La Bourlie, abbé commendataire de l'abbaye de Bonnecombe, son petit-fils, a tenté de fédérer les protestants et les catholiques contre d'absolutisme royal. Il est mort prisonnier dans la tour de Londres, en 1711.
Pendant les guerres de religion, les Guiscard sont restés catholiques. Jean II de Guiscard reçut en 1567 de Blaise de Montluc des fiefs saisis des protestants. Jean III fut un partisan de la Ligue. Ce qui entraîna que le château de La Coste fut pris, pillé et en partie détruit par « ceux de la Religion prétendue Réformée » comme l'indique le compte de tutelle fait par la veuve de Jean III, Françoise de Labarthe, le 17 février 1593. Cet évènement a dû remonter à la nuit du 14 au 15 avril 1580 d'après l'archidiacre Pierre de Tuscan. Le château, devenu inhabitable, est alors abandonné. Sa reconstruction n'est pas commencée en 1595, mais elle a dû commencer peu après.
Au XVIIe siècle et au XVIIIe siècle, les Guiscard ont servi dans les armées royales. En 1750, Marie-Anne-Foy de Cadrieu se marie avec Arnaud-Jean-Louis de Guiscard, comte de Guiscard, seigneur de Puycalvary, de Lacoste-Grésels et de Lalaurie, sous la condition d'adjoindre le nom de Cadrieu à celui de Guiscard. Mais faute d'héritier mâle, le château passe dans la maison de Durfort par le mariage de Marie-Josèphe-Charlotte de Guiscard-Cadrieu avec Alphonse-Sarrasin, marquis de Durfort-Boissières, le 22 novembre 1773. En 1786, un acte précise que ce dernier en est le possesseur au nom de son fils Armand. Sa mère était probablement décédée à cette date. Alphonse de Durfort a servi de messager entre le roi Louis XVI, Marie-Antoinette d'Autriche et le comte d'Artois et l'empereur d'Autriche. Il a fait les campagnes de 1792, 1793 et 1794 dans l'armée des Princes et de 1795 sous lord Moira. Retiré en Angleterre, il sert le roi Louis XVIII et revient en France avec lui. Il meurt en 1822 au château de Montgraham, à Souancé-au-Perche, près de Nogent-le-Rotrou
Le château est saisi comme bien national à la Révolution. Les biens sont achetés par Perrouteau-Lanauze. Il cède en 1815 et 1817 les moulins, métaieries et tuileries. En 1825, il vend le château à Clément, un industriel de Longwy. Il l'a habité jusqu'en 1846. Le château est ensuite acheté par un négociant de vins de Gézels, Prady, qui détruit une des ailes pour agrandir sa maison. La famille Prady a conservé le château jusqu'en 1942. Il est alors acquis par le propriétaire du château voisin du Cayrou, puis à M. et Mme Bacquié qui le restaurèrent entre 1960 et 1965. Le château fut donné à la Fondation Curie à leur décès en 1975 qui le vendit en 1976 à M. Dienet qui ne s'y intéressa pas et vendit les meubles qu'il contenait en 1980. Le château fut de nouveau vendu en 1983 à M. et Mme Gervais Coppé qui ont entrepris de le remettre en état et d'y organiser des expositions.
Le château a été inscrit au titre de monuments historiques le 8 décembre 1961 sauf les parties classées (façades, toitures et sol de la cour) le 25 avril 1997 .

## Description
À l'origine, le château n'était qu'un simple repaire, une tour de guet.
Le château est construit sur un plan carré flanqué de quatre tours. Deux tours rectangulaires côté ouest flanquant le corps de logis, et deux tours rondes côté est. Le corps de logis rectangulaire était prolongé de deux ailes en retour perpendiculaires, entre les tours rectangulaires et les tours rondes. Un mur entre les deux tours rondes ferme la cour. L'aile en retour côté sud a été démolie au XIXe siècle. Les tours rectangulaires et la façade ouest du logis semblent dater du XIVe siècle. Le reste des bâtiments doit dater de la reconstruction de la fin du XVIe siècle et du début du XVIIe siècle.
Le corps de logis comprend quatre niveaux :
- des salles voûtées en contrebas ;
- deux salles au-dessus, l'une plafonnée, l'autre voûtée au XVIIe siècle ;
- le troisième étage est occupé par l'appartement ;
- le quatrième étage avec mâchicoulis est celui des combles.
L'ensemble est desservi par un escalier à noyau droit situé dans le logis. Les deux tours rectangulaires ont conservé leurs latrines dans l'angle avec le corps de logis.